# Three Patriarchs
The Three Patriarchs (littéralement « Les Trois Patriarches »), situé au sud-ouest de l'État américain de l'Utah, est une des montagnes les plus connues du parc national de Zion. La montagne est composée de trois sommets (le plus élevé, Abraham à 2 130 m, et les deux autres, Issac à 2 080 m et Jacob à 2 082 m).

## Toponymie
Son nom lui a été donné en 1916 par le pasteur méthodiste Frederick Vining Fisher. La montagne à trois sommets tire son nom des trois patriarches Abraham, Isaac et Jacob. Ce pasteur donna également les noms bibliques aux montagnes proches Angels Landing et Great White Throne.